# Cabri
Cabri es un pueblo canadiense situado en la provincia de Saskatchewan.

## Superficie
Cabri tiene una superficie de 1,36 km².

## Demografía
En 2021, tenía 413 habitantes, una densidad poblacional de 303,7 hab./km², y 246 viviendas.